# John Heminges

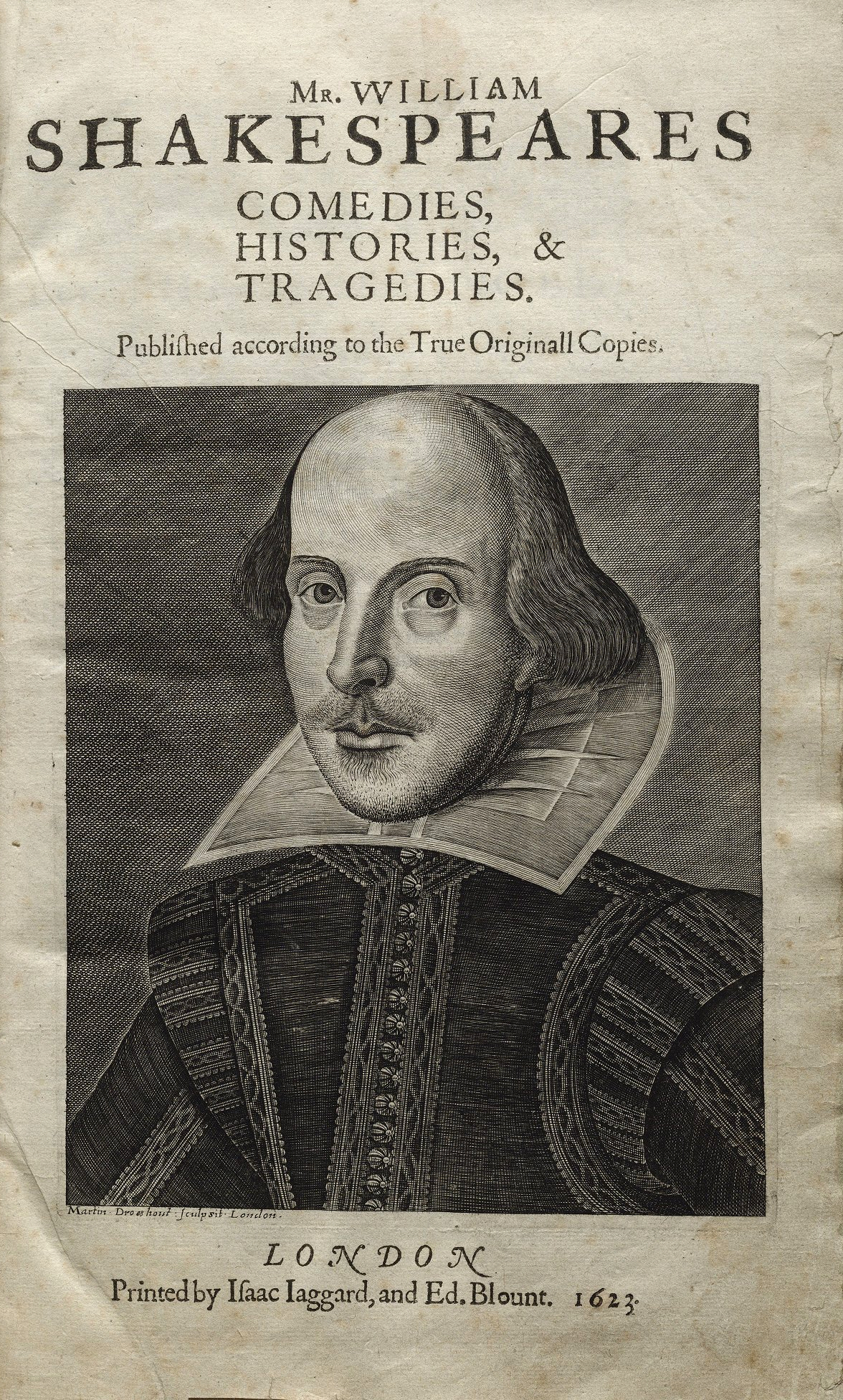
La copertina del First folio col volto di Shakespeare

John Heminges, il cui cognome è talvolta riportato come Heminge, Hemminge o Hemmings (Droitwich Spa, novembre 1556 – Londra, 10 ottobre 1630), è stato un attore teatrale britannico.

## Biografia
Il suo nome è legato principalmente a quello del drammaturgo William Shakespeare: Heminges fu con Henry Condell il redattore del First Folio del 1623, che conteneva alcuni dei lavori del bardo trascritti dalla sua compagnia di attori. Heminges fu, infatti, tra gli attori principali dei The Lord Chamberlain's Men e, successivamente, dei King's Men, sebbene non sia mai ricordato come un fine interprete: a sostegno di tale ipotesi, vi sono le notizie frammentarie giunteci sulla sua attività di interprete, frammentarie e discontinue, al contrario di quelle di impresario delle due compagnie, ben più ricche e che coprono un lasso di tempo di circa 25 anni.
Nel 1578 fu mandato da suo padre a Londra in qualità di apprendista, e servì presso la livery company londinese Worshipful Company of Grocers. Sposatosi il 10 marzo 1588 con una giovane vedova Rebecca Knell, il cui primo marito era l'attore William Knell ucciso in una zuffa con un attore della compagnia dei Queen's Men. Iniziò dopo pochi anni, probabilmente nel 1593, la sua carriera come attore, nella compagnia dei Lord Strange's Men, insieme all'attore Augustine Phillips. La compagnia era stata formata per volere del nobiluomo inglese Ferdinando Stanley, V conte di Derby ed ottenne licenza dalle autorità londinesi di allestire spettacoli in qualsiasi località in cui non imperversasse la peste e in un raggio di 7 miglia dalla capitale.
Dopo la morte di Lord Strange nel 1594, la compagnia si sciolse e gran parte degli attori confluì nella compagnia dei Lord Chamberlain's Men, patrocinata da Henry Carey, I barone Hunsdon, cugino della regina Elisabetta I e all'epoca Lord Ciambellano. Nella nuova compagnia Heminges recitò in due commedie, Every Man in His Humour ed Every Man Out of His Humour scritte appositamente da Ben Jonson per la compagnia nel 1598 e nel 1599. Il suo amore per il teatro si evolvette poi nell'attività di impresario, addetto alla gestione di teatri e compagnie, attività che lasciò poi al figlio William.